# Alexandra de Luxembourg
La princesse Alexandra de Luxembourg, née le 16 février 1991 à Luxembourg, est un membre de la maison grand-ducale de Luxembourg.

## Biographie

### Naissance et baptême
Alexandra de Luxembourg est née le 16 février 1991 au centre hospitalier Grande-Duchesse Charlotte de Luxembourg. Quatrième enfant et unique fille du grand-duc Henri et de la grande-duchesse Maria Teresa, elle est la sœur des princes Guillaume, grand-duc héritier, Félix, Louis et Sébastien de Luxembourg. Elle est baptisée le 23 mars 1991 en l'église paroissiale de Fischbach. Son parrain est le prince Michel de Ligne, sa marraine est l'archiduchesse Marie-Anne d'Autriche, princesse Galitizine.
Alexandra de Luxembourg est huitième dans l'ordre de succession au trône de Luxembourg.

### Jeunesse et études
Durant son cursus secondaire, elle a étudié au lycée Vauban, établissement français au Luxembourg, et obtenu son baccalauréat littéraire en 2009. Elle a poursuivi des études de psychologie et de sciences sociales notamment dans une institution supérieure de l'ordre des franciscains aux États-Unis, puis de philosophie (éthique et anthropologie) à Paris. Depuis 2017, elle est détentrice d'un Master en études interreligieuses à Dublin (Irlande), dont la spécialisation porte sur la résolution des conflits.

### Engagements
La princesse Alexandra est passionnée de littérature, de voyages et de sports comme le tennis, le ski alpin et nautique. Elle assure le patronage de la Ligue luxembourgeoise de protection des animaux et accorde sa haute protection à la fondation Association luxembourgeoise des mal-voyants.
En novembre 2017, Alexandra accompagne son père lors de sa visite d'État au Japon.

### Mariage et postérité
Le 7 novembre 2022, le grand-duc et la grande-duchesse de Luxembourg annoncent les fiançailles de la princesse Alexandra avec Nicolas Bagory, né en 1988 en Bretagne[évasif], fils de Gwenaëlle et Thomas Bagory. Il effectue sa scolarité au lycée Stanislas, puis obtient une licence en science politique à l'Institut Albert-le-Grand d'Angers et un master ès lettres classiques à l'université Paris-IV. Il est entrepreneur dans le domaine socio-culturel et ancien enseignant de latin. Il participe en 2021 à la renaissance de la revue Dynastie, pour laquelle il est directeur de la publication au côté de l'historien Philippe Delorme (en), directeur de la rédaction,.
Leur mariage civil a lieu à Luxembourg le 22 avril 2023 et religieusement en l'église Saint-Trophyme de Bormes-les-Mimosas (Var) le 29 avril suivant,.
Le couple a une fille, Victoire Bagory, née le 14 mai 2024 à Paris.

## Honneurs

### Nationaux
- Dame grand-croix de l'ordre du Lion d'or de la maison de Nassau (maison de Nassau, 2009) ;
- Chevalier grand-croix de l'ordre d'Adolphe de Nassau (2009).

### Étranger
- Grand-croix de seconde classe de l'ordre de la Couronne précieuse (Japon, 2017).